# فرودگاه آبی اتیکوکان
فرودگاه آبی اتیکوکان (به انگلیسی: Atikokan Water Aerodrome) یک فرودگاه همگانی است که یک باند فرود آب دارد. این فرودگاه در کشور کانادا قرار دارد و در ارتفاع ۳۹۵ متری از سطح دریا واقع شده‌است.